# Білоцерківський район (1923—2020)
Білоцеркі́вський райо́н — колишній район України, в Київській області. Район розміщений на півдні області у зоні лісостепу. Районний центр — м. Біла Церква. Утворений 1923 року (як Біло-Церківський).
Площа 126,6 тис. га, водні ресурси 2897 га. Населення 49 126 осіб (на 1 січня 2019) (із них міського 13,2 тис. осіб).
У липні 2020 року район ліквідовано, створено новий укрупнений Білоцерківський район.

## Географія
В геологічному відношенні територія краю розміщена на Українському кристалічному щиті. В зональному відношенні це перехідна зона від лісу до степу — лісостеп.
У межах району сформувались основні типи ґрунтів: чорнозем типовий, чорнозем опідзолений, сірий лісовий ґрунт, дерново-опідзолистий, лугово-чорноземний, дерновий і болотний. В даному районі сильно виражені процеси ерозії ґрунтів, які виникають під впливом зовнішніх умов: розмивання талими і дощовими водами, вивітрювання, спровоковані і прискорені неправильним розорюванням схилів.

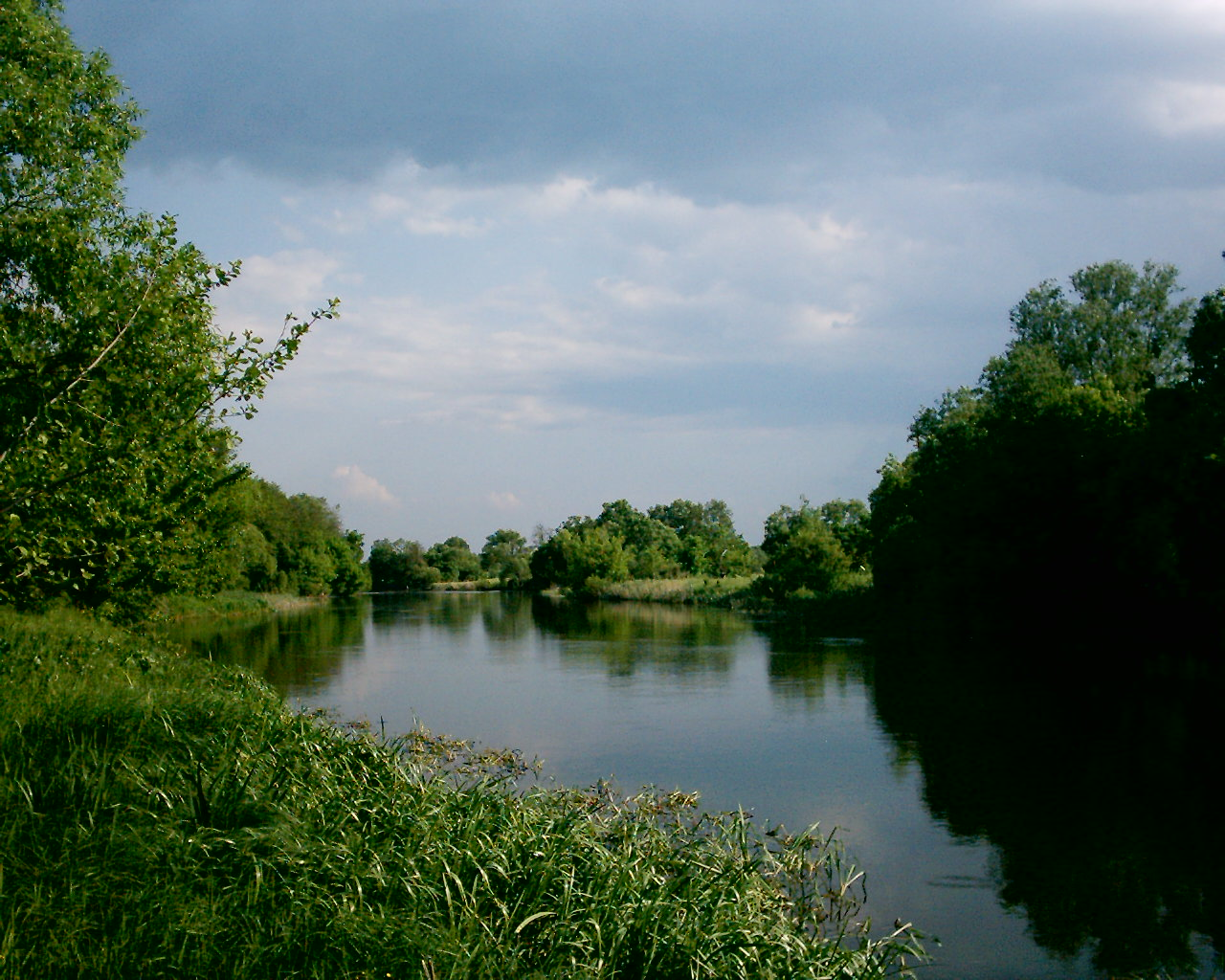
Річка Рось біля села Сухоліси

Білоцерківський район багатий на різні корисні копалини, які мають промислове значення. Серед них переважають родовища будівельних матеріалів. В районі добувають граніти, гнейси, мігматити, пегматити. Використовують у вигляді буту і щебеню, для кладки стін, для будівництва тротуарів, дорожнього покриття. Пегматити є комплексним джерелом мінеральної і польово-шпатової сировини.
Під Білою Церквою є великі поклади глинистих порід, які використовуються в цегельно-черепичній промисловості, також є будівельні піски.
З горючих корисних копалин у Білоцерківському районі є торф, який в сільському господарстві використовуються також як добриво. У Білій Церкві знаходяться джерела радонових вод.
Головною водоймою є річка Рось, яка протікає через увесь район.
Клімат є помірно-континентальним, теплим, із достатнім зволоженням. Зима м'яка; середня температура січня −6 °C. Літо тепле; середня температура липня від 18 до 20 °C. Опадів близько 600 мм в рік. Середньорічна кількість опадів — 500—600 мм, коефіцієнт зволоження 1,3. Середньорічна температура +6,9 °C. Середня тривалість безморозного (вегетаційного) періоду 160—170 днів. Переважають вітри західних і південно-західних напрямків.

## Історія
Як свідчать археологічні знахідки, і донині на територіях багатьох сіл — Мазепинців, Шкарівки, Яблунівки та інших залишились пам'ятки різних епох: городища черняхівської та древньоруської культур, поховання бронзового періоду, стародавній земляний Зміїв вал уздовж Росі, споруджений за наказом Київського князя Ярослава Мудрого.
Історія району — це будівництво на берегах Росі величного оплоту проти монголо-татар — міста Юр'єва (попередня назва м. Біла Церква), підписання Білоцерківської угоди між Богданом Хмельницьким і польською шляхтою під час Визвольної війни 1651—1654 років.
Минуле Білоцерківщини тісно пов'язане з гайдамацьким рухом — Коліївщиною, рухом декабристів. Саме тут члени Васильківської управи Південного товариства на чолі з П. І. Пестелем обговорювали долю майбутньої держави, розробляли плани вбивства царя та повстання Чернігівського полку.
Білоцерківщина стає одним з найрозвинутіших сільськогосподарських, промислових, торговельних осередків Київської губернії.
Певний вплив на соціально-економічний та культурний розвиток краю мали графи Браницькі — володарі білоцерківських земель кінця XVIII — початку XX століття.
Жителі району бережуть добру пам'ять про відомих людей, які побували в краї — О. В. Суворов, Т. Г. Шевченко, О. С. Пушкін, Г. Р. Державін, К. Г. Стеценко.
Видатні полководці І. Р. Якір, Г. І. Котовський звільняли територію району від білогвардійців.
1922 року с. Блощинці відвідав голова ВЦВК М. І. Калінін.
XX століття — надзвичайно насичений подіями відтинок історії, шлях, який пройшли білоцерківці від української революції до незалежності України.
На Білоцерківщині сформувалося військо Директорії, яке відновило Українську Народну Республіку, а через невеликий відрізок часу свою владу встановили більшовики.
Радянська влада — це індустріалізація та колективізація, які не дали обіцяних результатів, голодомор 1932-33 років, коли при доброму врожаї, без війни, від голоду на Білоцерківщині померло понад 22500 осіб, із них більше 12 тис. дітей. Голод на Білоцерківщині не вщухав упродовж 22 місяців.
За роки колективізації в Білоцерківському районі було розкуркулено понад 1000 заможних селян. Це далеко не точні дані. За свідченнями очевидців, їх було розкуркулено набагато більше. По Білоцерківському району на «чорну дошку» були занесені такі села: с. Бакали, що виконали річний план хлібозаготівель на 21,6 %, Глибочка — 29,6, Яблунівка — 30, Чупира — 35, Фастівка — 31, Потіївка — 39,5, Поправка — 48,6, Озерна — 38, Коржівка — 42, Чмирівка — 44, Черкас — 41,2, хут. Черкас — 31,8, Фурси — 35,8, Сорокотяги — 44,7, Мала Вільшанка — 34,1, Бикова Гребля — 41,9 %.
16 липня 1941 на територію району увійшли німецькі війська. В серпні цього ж року на околиці села Блощинці відбувся бій, в якому брав участь майбутній український письменник Олесь Гончар. Цей бій описаний ним в романі «Людина і зброя».
Визволена Білоцерківщина на початку січня 1944 року військами 50 і 51 корпусів 40 армії Першого Українського фронту під командуванням генерал-майорів, Героїв Радянського Союзу С. Мартиросяна та П. Авдієнка.
До складу 50-го корпусу входила Перша окрема Чехословацька бригада під командуванням полковника Людвіка Свободи.
Більше 12 тисяч жителів Білоцерківщини воювали на фронтах Другої світової війни, а близько 7 тисяч не повернулися до рідних домівок, вісьмох з них удостоєно високого звання — Героя Радянського Союзу.
У 1959 р. до Білоцерківського району приєднана частина ліквідованого Велико-Половецького району.

## Адміністративний устрій
Адміністративно-територіально район поділяється на 1 міську раду, 1 селищну раду та 33 сільських рад, які об'єднують 60 населених пунктів і підпорядковані Білоцерківській районній раді. Адміністративний центр — місто Біла Церква, яке є містом обласного значення та не входить до складу району.
1985 року було знято з обліку село Благовіщення.

## Транспорт
Територією району проходить автошлях E95М05.

## Політика
25 травня 2014 року відбулися Президентські вибори України. У межах Білоцерківського району було створено 56 виборчих дільниць. Явка на виборах складала — 71,53 % (проголосували 30 021 із 41 967 виборців). Найбільшу кількість голосів отримав Петро Порошенко — 56,10 % (16 842 виборців); Юлія Тимошенко — 19,32 % (5 799 виборців), Олег Ляшко — 11,95 % (3 588 виборців), Анатолій Гриценко — 4,27 % (1 281 виборців). Решта кандидатів набрали меншу кількість голосів. Кількість недійсних або зіпсованих бюлетенів — 0,88 %.

## Населення
Розподіл населення за віком та статтю (2001):
| Стать | Всього | До 15 років | 15-24 | 25-44 | 45-64 | 65-85 | Понад 85 |
| --- | ------ | ----------- | ----- | ----- | ----- | ----- | -------- |
| Чоловіки | 25 000 | 4282        | 3098  | 7078  | 7090  | 3329  | 123      |
| Жінки | 30 518 | 4077        | 3045  | 6919  | 8920  | 6883  | 674      |
| \| Статево-вікова піраміда \| Статево-вікова піраміда \| Статево-вікова піраміда \| \| ----------------------- \| ----------------------- \| ----------------------- \| \| Чоловіки \| Вік \| Жінки \| \| 123 \| 85 + \| 674 \| \| 208 \| 80-84 \| 891 \| \| 690 \| 75-79 \| 1815 \| \| 1103 \| 70-74 \| 2227 \| \| 1328 \| 65-69 \| 1950 \| \| 2494 \| 60-64 \| 3533 \| \| 1323 \| 55-59 \| 1842 \| \| 1560 \| 50-54 \| 1832 \| \| 1713 \| 45-49 \| 1713 \| \| 1945 \| 40-44 \| 1954 \| \| 1724 \| 35-39 \| 1706 \| \| 1735 \| 30-34 \| 1667 \| \| 1674 \| 25-29 \| 1592 \| \| 1549 \| 20-24 \| 1461 \| \| 1549 \| 15-20 \| 1584 \| \| 1862 \| 10-14 \| 1765 \| \| 1433 \| 5-9 \| 1349 \| \| 987 \| 0-4 \| 963 \| |        |             |       |       |       |       |          |
| Статево-вікова піраміда |        |             |       |       |       |       |          |
| Чоловіки | Вік    | Жінки       |       |       |       |       |          |
| 123 | 85 +   | 674         |       |       |       |       |          |
| 208 | 80-84  | 891         |       |       |       |       |          |
| 690 | 75-79  | 1815        |       |       |       |       |          |
| 1103 | 70-74  | 2227        |       |       |       |       |          |
| 1328 | 65-69  | 1950        |       |       |       |       |          |
| 2494 | 60-64  | 3533        |       |       |       |       |          |
| 1323 | 55-59  | 1842        |       |       |       |       |          |
| 1560 | 50-54  | 1832        |       |       |       |       |          |
| 1713 | 45-49  | 1713        |       |       |       |       |          |
| 1945 | 40-44  | 1954        |       |       |       |       |          |
| 1724 | 35-39  | 1706        |       |       |       |       |          |
| 1735 | 30-34  | 1667        |       |       |       |       |          |
| 1674 | 25-29  | 1592        |       |       |       |       |          |
| 1549 | 20-24  | 1461        |       |       |       |       |          |
| 1549 | 15-20  | 1584        |       |       |       |       |          |
| 1862 | 10-14  | 1765        |       |       |       |       |          |
| 1433 | 5-9    | 1349        |       |       |       |       |          |
| 987 | 0-4    | 963         |       |       |       |       |          |

Національний склад населення за даними перепису 2001 року:
| Національність | Кількість осіб | Відсоток |
| -------------- | -------------- | -------- |
| українці       | 53077          | 95,45 %  |
| росіяни        | 2050           | 3,69 %   |
| білоруси       | 146            | 0,26 %   |
| молдовани      | 29             | 0,05 %   |
| вірмени        | 28             | 0,05 %   |
| інші           | 278            | 0,50 %   |

Мовний склад населення за даними перепису 2001 року:
| Мова       | Кількість осіб | Відсоток |
| ---------- | -------------- | -------- |
| українська | 53191          | 96,65 %  |
| російська  | 2196           | 3,95 %   |
| білоруська | 55             | 0,10 %   |
| вірменська | 18             | 0,03 %   |
| молдовська | 17             | 0,03 %   |
| інші       | 131            | 0,24 %   |

## Символіка
Символіка Білоцерківського району — герб і прапор. До її складу входять елементи символіки Київської області.

## Пам'ятки архітектури

Храм Святителя Миколаяв селі Мазепинці Білоцерківського району
Млин у парку козацької слави, село Мазепинці
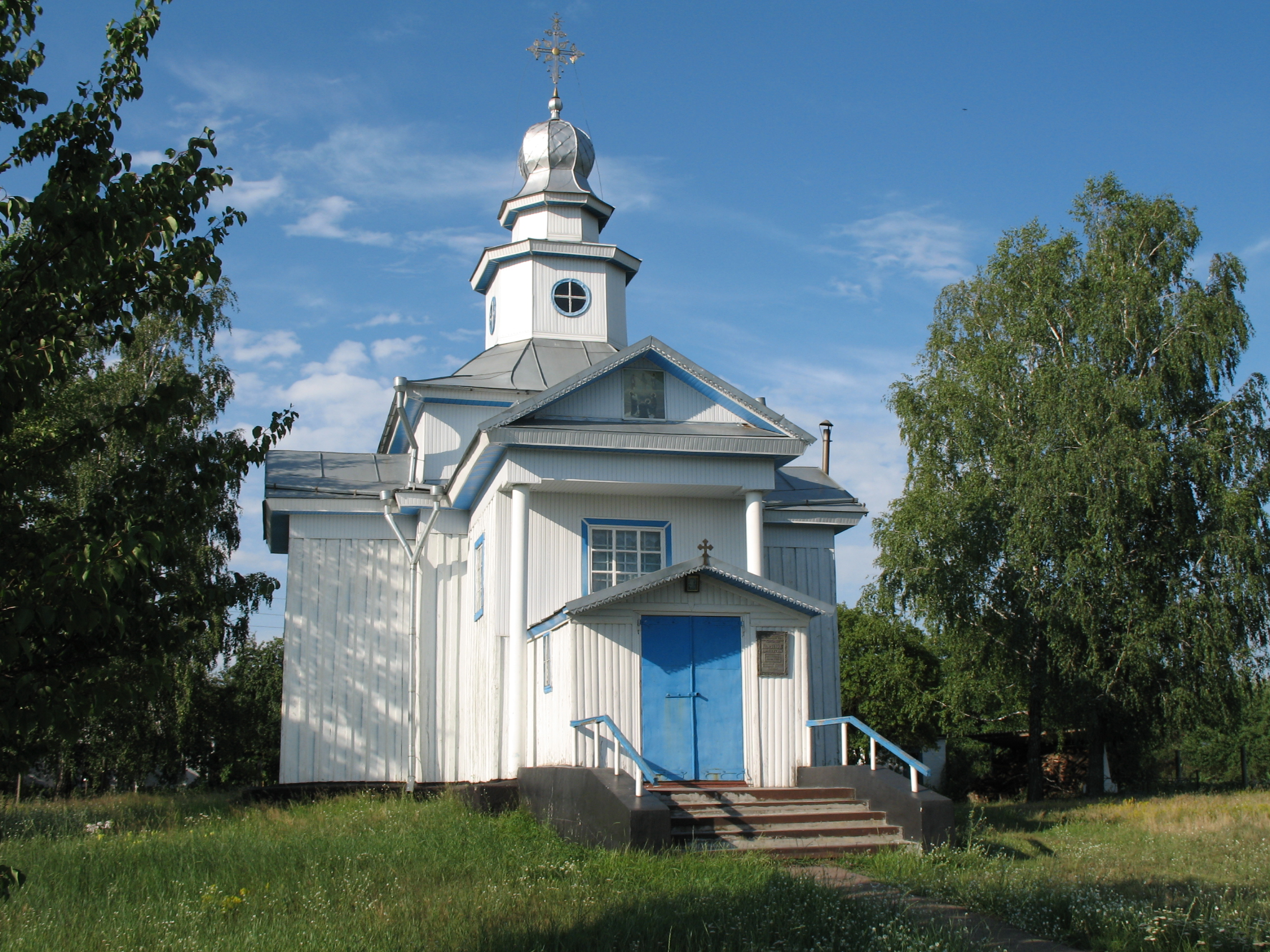
Спасо-Преображенська церква в селі Сухоліси
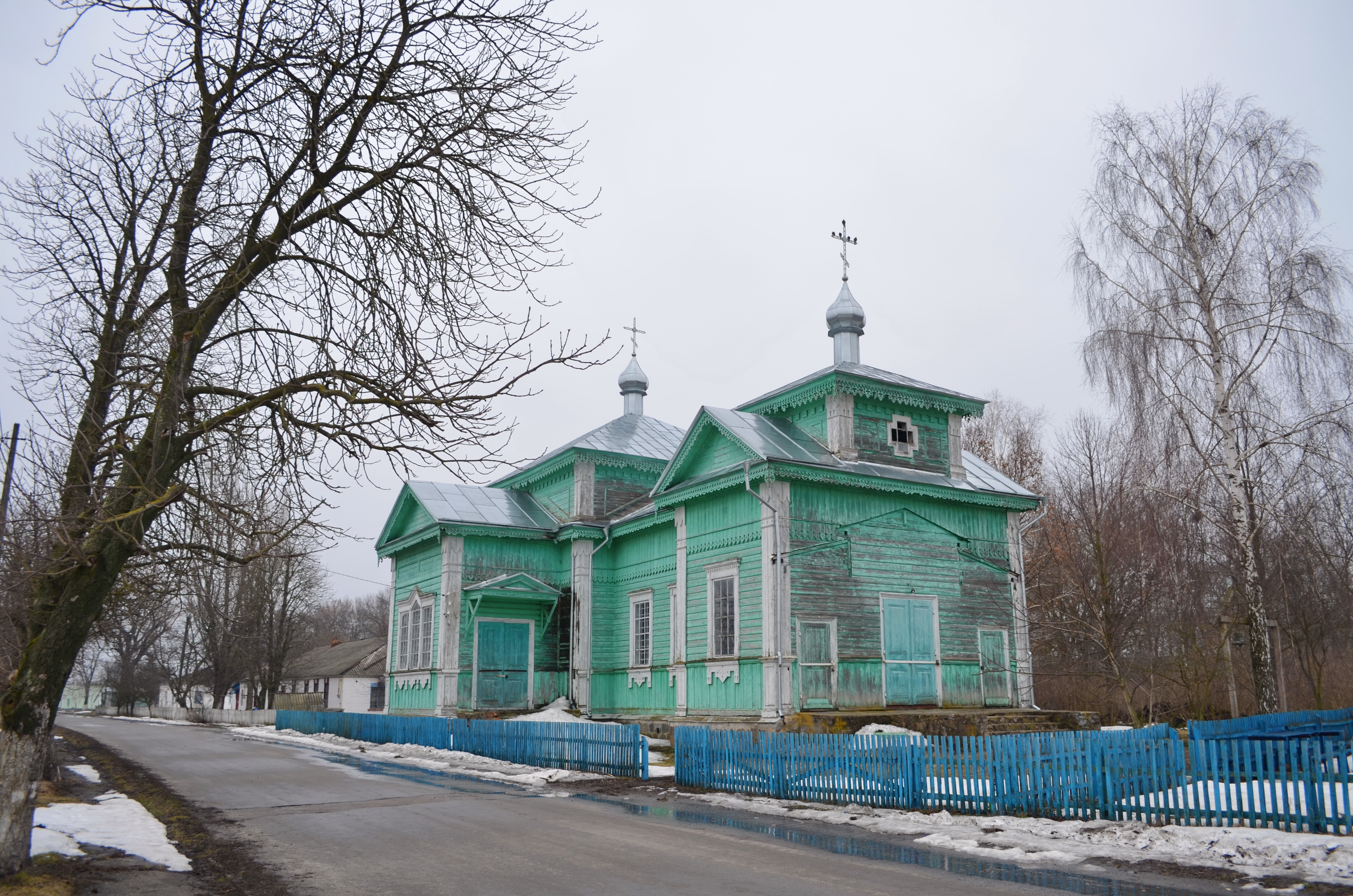
Церква Святої Параскеви в селі Олійникова Слобода Білоцерківського району

- Пам'ятник Івану Мазепі 1994 р., село Мазепинці
- Парк козацької слави, село Мазепинці
- Церква Зішестя Святого Духа 1750 р., село Шкарівка
- Церква Святої Параскеви — село Олійникова Слобода, 1903 р.
- Церква Жон Мироносиць — село Сорокотяги, 1893 р.
- Михайлівська Церква — село Храпачі, 1891 р.
- Спасо-Преображенська церква — село Сухоліси, 1849 р.

## Особистості
- Іван Мазепа
- Павло Попович
- Ганкевич Микола Георгійович